# Ivana Totter
Ivana Totter, dříve Řápková (* 30. září 1966 Most) je bývalá politička ODS, bývalá primátorka města Chomutova a od května 2010 do srpna 2013 poslankyně Parlamentu České republiky.

## Vzdělání
Vystudovala Vysokou školu ekonomickou v Praze. Poté pracovala v obchodním domě Prior a později podnikala v oblasti účetního a ekonomického poradenství nebo jako správce konkurzní podstaty.[zdroj?] V roce 2005 údajně dostudovala Právnickou fakultu ZČU v Plzni.
Ivana Řápková je jednou z osob, které se týká Kauza plzeňských práv, která začala v roce 2009. Univerzita nedokázala Akreditační komisi Ministerstva školství předložit její disertační práci. Zároveň bylo upozorňováno na skutečnost, že o rok později Řápková udělila vedoucímu své diplomové práce Kindlovi cenu Jiřího Popela pro významné občany Chomutova. V listopadu roku 2009 deník Lidové noviny přišel s informací, že Ivana Řápková se za tři semestry ani jednou nezúčastnila semináře trestního práva, ale přesto z tohoto předmětu získala tři zápočty a absolvovala zkoušku. Předseda Nejvyššího správního soudu Josef Baxa totiž vedl studijní skupinu, do které Řápková patřila, a našel staré seznamy studentů s jejich docházkou do semináře, ve kterých nebyla uvedena. Ivana Řápková však oponovala, že měla individuální studijní plán a na semináře proto neměla povinnost docházet. Baxa navíc nebyl jediným vyučujícím na katedře, který učil trestní právo. Co se týče diplomové práce, Řápková mohla doložit pouze její pracovní verzi, řádnou délku svého studia doložila oznámením o složení přijímací zkoušky v roce 2000 a vysokoškolským diplomem z května 2005 s dodatkem, který podepsal tehdejší děkan Milan Kindl.[zdroj?]
V roce 2011 se vedení plzeňské právnické fakulty rozhodlo zastavit správní řízení s Ivanou Řápkovou, protože se žádné pochybení z její strany neprokázalo.

## Politická kariéra
V roce 1997 vstoupila do ODS a v roce 1998 se za stranu stala radní Chomutova. Od roku 2002 do roku 2010 zaujímala post starostky a následně primátorky města. V roce 2006 neúspěšně kandidovala za ODS do senátu za obvod Chomutov. V květnu roku 2010 byla zvolena poslankyní Parlamentu České republiky, kde byla místopředsedkyní Výboru pro obranu a bezpečnost, členkou Výboru pro zdravotnictví a Stálé komise pro kontrolu činnosti Vojenského zpravodajství.[zdroj?]
V lednu 2014 z ODS kvůli dlouhodobým neshodám uvnitř strany vystoupila.

### Předložené zákony v Poslanecké sněmovně
V prosinci roku 2011 se poslankyni Ivaně Řápkové nepodařil v Parlamentu prosadit její návrh na exekuci části příspěvku na živobytí. Její návrh podporoval Svaz měst a obcí, proti se kromě opozičních poslanců postavila i část poslanců TOP09 a Starostů.
V prosinci roku 2012 se Ivaně Řápkové těsnou většinou 101 hlasů podařilo prosadit novelu zákona o přestupcích, která je účinná od 15. ledna 2013 a která umožňuje uložit sankci zákazu pobytu přestupcům, kteří opakovaně páchají přestupky v obci, kde nemají trvalý pobyt. Úřady mohou uložit zákaz pobytu například za prostituci, konzumaci alkoholu nebo žebrání v místech, kde to zakazují obecní vyhlášky. Lidé mohou být takto postiženi pouze v případě, že se ve stejné obci dopustili závažného přestupku i dříve, a to v posledním roce.
Řápková předložila ještě tři další zákony, které byly v Parlamentu zařazeny k projednání v 1. čtení:[zdroj?]
1. Návrh zákona o odpadech (ST 1019) – Návrh umožnit obcím rozhodovat o umístění sběren a výkupen odpadu na jejich katastru a stanovovat jejich provozní dobu prostřednictvím obecně závazné vyhlášky.
2. Návrh 1. novely zákona o pomoci v hmotné nouzi (ST 1026) – Návrh měl zamezit zneužívání sociální dávky doplatku na bydlení ze strany majitelů ubytoven a bytů pro sociálně slabé. Sociální dávku by nebylo možné vyplácet několika osobám užívajícím stejný byt nebo místnost na ubytovně, do stejného bytu či místnosti by byla vyplacena dávka pouze jedna. Návrh měl zpřesnit okruh společně posuzovaných osob a stanovit, že výše nájemného, na které dávka přispívá, nesmí přesáhnout nájem v místě obvyklý.
3. Návrh 2. novely zákona o pomoci v hmotné nouzi (ST 1027) – Návrh by umožnil znovu využívat veřejnou službu, která nebyla v praxi využívaná.[zdroj?] Novela by znamenala návrat k systému, který byl účinný v době od roku 2009 do konce roku 2011.[10]

### Primátorka Chomutova
V dubnu 2008 chomutovská městská rada odvolala ředitele tamního zooparku Přemysla Rabase. Zastupitelé se Strany zelených v reakci na to odstoupili z vládnoucí koalice. Byla sepisována petice za odvolání Řápkové z postu primátorky a anonymní odesílatel Řápkové zaslal v dopise nábojnici.

#### Kauza pronájmu areálu u Kamencového jezero
Reportéři ČT v květnu 2008 informovali o podezřelém pronájmu areálu u Kamencového jezera. Výběrové řízení bylo vyhlášeno magistrátem města čtyři dny před Vánoci, zúčastnili se ho pouze dva zájemci a vítěznou firmu CV Relax zastupoval podnikatel Zdeněk Fojtík, člen ODS. Firma CV Relax byla založena půl roku před výběrovým řízením a nic do té doby neprovozovala. Za pronájem třicetihektarového pozemku s hotelem, autokempem a vlekem nabídla CV Relax městu 250 000 Kč měsíčně a pronájem získala na padesát let.
Policisté z chomutovského oddělení hospodářské kriminality v srpnu 2008 ukončili šetření tohoto pronájmu. Nenašli důvodné podezření, že by byl spáchán trestný čin.

#### Exekuce sociálních dávek
Chomutovský magistrát v polovině února 2009 zavedl praxi, kdy exekutoři začali odebírat lidem, kteří dluží městu, peníze okamžitě při výplatě sociálních dávek. Podle zástupkyně českého veřejného ochránce práv Jitky Seitlové je odebírání peněz přidělených jako sociální dávka v rozporu s ústavou.

#### MasterCard česká centra rozvoje
V roce 2010 se ke konci funkčního období primátorky Ivany Řápkové Chomutov umístil v žebříčku MasterCard česká centra rozvoje v kategorii ekonomické kondice 43 českých měst na druhém místě.[zdroj?]

### Členství v dozorčích radách
Od 27. listopadu 2006 byla členkou dozorčí rady letecké společnosti ČSA.[zdroj?] Na svou funkci rezignovala 11. září 2009 krátce poté, co rezignoval její předseda Ivan Kočárník. Uvedla, že jde o reakci na útoky odborů a ČSSD.
Je členkou dozorčí rady společnosti Středočeské vodárny, a.s. a likvidátorkou AGZ s.r.o.[zdroj?]